# Daniel S. Fisher
Daniel S. Fisher (* 21. November 1956) ist ein US-amerikanischer theoretischer Physiker, der sich mit statistischer Mechanik befasst.
Daniel Fisher studierte an der Cornell University mit dem Bachelor-Abschluss 1975 sowie an der Harvard University mit dem Master-Abschluss 1978 und der Promotion 1979 bei Bertrand Halperin. Danach war er bis 1987 in der theoretischen Abteilung der Bell Laboratories. 1987 wurde er Professor für Physik an der Princeton University und 1990 in Harvard. 2005 wechselte er an die Stanford University als Professor für Angewandte Physik.
Fisher befasste sich zunächst insbesondere mit Dynamik und Phasenübergängen in ungeordneten Systemen (wie Gläsern) und Quanten-Dissipation in Supraleitern. In jüngster Zeit wechselte er zur Biophysik mit einer breiten Palette von Forschungsthemen (von der Informationsverarbeitung im Gehirn, Physik biologischer Makromoleküle, Evolutions- und Populationsdynamik bis zu biologischen Uhren).
Er erhielt den Lars-Onsager-Preis für 2013. Von 1988 bis 1992 war er Sloan Research Fellow. Er ist seit 1986 Fellow der American Physical Society. 1999 wurde er in die American Academy of Arts and Sciences und 2015 in die National Academy of Sciences gewählt.
Er ist ein Sohn von Michael E. Fisher und Bruder von Matthew P. A. Fisher.